# Селва (Фрозиноне)
Селва је насеље у Италији у округу Фрозиноне, региону Лацио.
Према процени из 2011. у насељу је живело 54 становника. Насеље се налази на надморској висини од 510 м.